# Черни планини
Черни планини (на турски: Karadağlar) e турски драматичен сериал, излязъл на телевизионния екран през 2010 г.

## Актьорски състав
- Ердал Йозячълар – Халит Карадаа
- Хатидже Шендил – Гюлхаят
- Ибрахим Челиккол – Гюл Али Карадаа
- Корел Джезайирли – Кадир Карадаа
- Бурак Саяшар – Селяхатин Карадаа
- Йелиз Аккая - Елени
- Ахмет Ръфат Шунгар – Джемал
- Зейнеп Йозягджълар – Назлъ
- Гьокхан Мете – Сейт
- Гюзин Йозягджълар – Есма Кадън
- Хале Акънлъ – Марика
- Альона Бозбей – Зухал

## В България
В България сериалът започва излъчване на 19 април 2015 г. по bTV Lady и завършва на 30 август. На 19 септември 2016 г. започва повторно излъчване. На 1 февруари 2017 г. започва ново повторение. На 28 септември 2015 г. започва излъчване по bTV и завършва на 18 януари 2016 г. Дублажът е на студио Медиа Линк. Ролите се озвучават от Албена Павлова, Ася Рачева, Виктор Танев, Георги Тодоров и Даниел Цочев.